# Caloundra
Caloundra è una città costiera australiana affacciata sul mar dei Coralli e situata nella regione di Sunshine Coast, nello Stato del Queensland. Si trova a circa 90 km dal distretto affaristico centrale di Brisbane, la capitale del Queensland. Nel censimento australiano del 2021 aveva una popolazione di 96.305 abitanti.

## Monumenti e luoghi d'interesse
Caloundra è un centro turistico noto per le varie spiagge che si trovano in città e nei dintorni, tra le quali spiccano Kings Beach,  Shelly Beach, Golden Beach, Moffat Beach e Dicky Beach. Di fronte a Caloundra si trova la parte settentrionale di Bribie Island, altra popolare destinazione turistica dalla quale è separata dal Pumicestone Channel.

## Trasporti
Il centro dei trasporti urbani e interurbani è la locale stazione degli autobus. La città è servita anche dal locale piccolo aeroporto regionale, mentre il maggiore aeroporto della regione è quello di Marcoola, altra città costiera situata 30 km più a nord. La più vicina stazione ferroviaria si trova a Landsborough, città dell'entroterra 23 km a ovest di Caloundra.